# 霍耶斯韦达
霍耶斯韦达（德語：Hoyerswerda，發音：[hɔʏɐsˈvɛʁda] ⓘ，發音：[ˈwɔjɛʁɛtsɨ] ⓘ）是德国萨克森州包岑县的城市，面积95.44平方千米，2023年12月31日人口为31,404人。
该市位于萨克森州北部的索布人居住区，科特布斯以南约35千米，德累斯顿东北约54千米。历史上，霍耶斯韦达属于西里西亚的一部分，属于利格尼茨行政区；二战后随着残余的西里西亚部分划归萨克森。1996年—2008年，霍耶斯韦达曾为非县辖城市，之后并入包岑县。

## 友好城市
霍耶斯韦达与以下城市结为友好城市：
- 德国 萨尔河畔迪林根（1988年）
- 芬兰 胡伊蒂寧（1998年）
- 波蘭 大波蘭地區希羅達縣（2006年）